# بارکه
بارکه (به فرانسوی: Barquet) یک کمون (فرانسه) در فرانسه است که در canton of Beaumont-le-Roger واقع شده‌است. بارکه ۱۳٫۶۸ کیلومتر مربع مساحت دارد ۱۲۶ متر بالاتر از سطح دریا واقع شده‌است.